# A State of Trance
A State of Trance (gyakran rövidítve ASOT) egy hetente jelentkező rádió műsor (minden csütörtökön helyi idő szerint 20 órakor), melynek házigazdája a holland származású Trance lemezlovas Armin van Buuren.
Az első adásra 2001 júniusában került sor, melyet az ID&T Rádio sugárzott (jogelődje a ma sugárzó Radio 538-nak), az adás két órán keresztül tart, melynek keretében Armin van Buuren a legújabb Trance és Progresszív zenéket mutatja be.
A műsor célja a legújabb dalok bemutatásán túl lehetőséget adni a fiatal és feltörekvő tehetségek szerzeményeinek széles körben való elterjesztésére. 
Az internet elterjedésével és a szélessáv használatával mára a DI.fm internet rádión is elérhető az adás.
Napjainkban a műsorról fórumokon, blogokon és chat szobákban oszthatják meg véleményeiket a világ bármely pontjáról a hallgatók.
Armin van Buuren több utalás is tett az elmúlt években a "Trance közösség"-re, melynek tagjai a brit elektronikus zenei orientáltságú, DJ Mag magazin Top 100 Dj szavazásán a legtöbb voksot adták Armin van Buuren-re 2007-ben 2008-ban 2009-ben 2010-ben. és 2012-ben.

## Élő adás
Az ID&T rádió stílust váltott 2005 januárjában, így Armin van Buuren új rádióadón folytatta az adást.
A műsort napjainkban a következő rádióadók sugározzák:
- Egész világon: Digitally Imported Radio - Trance Channel
- Andorra: Flaix FM - 93.8FM
- Ausztrália: Kiss FM 87.6FM (Melbourne), KIK FM 91.5 & 88FM (Darwin & Palmerston)
- Belgium: TOPradio
- Bulgária: Alpha Radio
- Brazília: Jovem Pan FM, Energia 97,7 FM (Sao Paulo)
- Kanada: The 246 Element Show Canada Chin 100.7FM Toronto & 97.9FM Ottawa
- Kanada: XM Radio Channel 80
- Közel-Kelet: WorldSpace (szatellit rádió állomás)
- Ciprus: MixFM 102.3 FM
- Csehország: DanceRadio.cz
- Dubaj: Dubai 92 92.0FM
- Egyiptom: Nile FM 104.2FM Archiválva 2010. április 30-i dátummal a Wayback Machine-ben Cairo - minden pénteken 22:00-tól
- Egyesült Államok: XM Radio Channel 80 - területi, SIRIUS Radio Channel 38 - területi.
- Egyesült Királyság: Kiss Network - Kiss 100, Kiss 101 és Kiss 105-108 (országszerte sugároz DAB, Freeview, Sky & Virgin Media)
- Franciaország: Flaix FM 92.9 FM (Perpinya)
- Fülöp-szigetek: BigFish Radio (Magic 89.9 & KillerBee nevű állomások országszerte sugározzák)
- Hollandia: Radio538 102FM(országszerte)
- India: WorldSpace Satellite Radio Channel 202 & Radio Indigo, (Goa)
- Olaszország: m2o (országszerte)
- Oroszország: NRJ - 104.2FM Moszkva és környéke
- Jordánia: Beat FM 102.5
- Lengyelország: Radio Eska (országszerte)
- Libanon: Mix FM 104.4FM (Beirut, Saida)
- Litvánia: Zip FM.
- Luxemburg: WAKY 107FM (105.6 és a 105.2 hullámon országszerte)
- Magyarország: Régebben: Roxy Rádió, Rise FM, Music FM. Jelenleg: Muzsik 1 - 92.7 (Mosonmagyaróvár környéke)
- Málta: 89.7 Bay - (angol - máltai)
- Mexikó: BEAT - 100.9FM
- Németország: Sunshine live
- Pakisztán: RadioONE FM 91
- Románia: VIBE FM (Románia) 92.1FM (Bukarest)
- Spanyolország: Flaix FM - FM 105.7 (Barcelona), 99.6 (Girona), 104.1 (LLeida), 102.1 (Tarragona), 102.9 (Ebre), 105.9 (Vic), 105.9 (Manresa), 100.6 (Mallorca), 106.6 (Puigcerda), 96.3 (Castelló)
- Szerbia: TOP FM 106,8FM (Belgrád)
- Szingapúr: WorldSpace Satellite Radio Channel 202
- Srí Lanka: Yes FM 89.5FM
- Svájc: Rouge FM 106.5FM (Svájc francia oldalán hallgatható)
- Szíria: Mix FM Syria 105.7FM
- Törökország: FG 93.7FM
- Ukrajna: Kiss FM

### Igény szerint
DI.fm internetes rádió választható minőségben biztosítja hallgatóinak A State of Trance adásainak közvetítését hétről hétre.
A műsor az alábbi formátumokban érhetőek el: 256 kbit/s (MP3), 128 kbit/s (AAC), 128 kbit/s és 64 kbit/s (Windows Media), 64 kbit/s és 32 kbit/s (AAC+)
Ezen szolgáltatásokért a hallgatóknak fizetniük kell a "Prémium csomag" díját.
Ingyenesen 96 kbit/s (MP3), 24 kbit/s (AAC+), 40 kbit/s (Windows Media) alól érhető el a műsor.
A DI.fm internetes rádió honlapján meghallgatható a mindenkori aktuális A State of Trance adás, valamint a különleges adások egy-egy részlete.
Az a rádió műsor nagy népszerűségnek örvend a különböző file és torrent megosztó illetve tároló honlapokon is, ezen felvételek főként MP3 formátumban találhatóak meg.
A YouTube és a videótároló site-ok elterjedésével gyakran kerül fel egy-egy adás "kiragadott" zenei részlete is az internetre.

## Zenelista
A zenelista minden egyes adás után megtalálható A State of Trance hivatalos honlapján.

## Speciális epizódok
Alkalmanként különleges rádióadásra kerül sor, melynek keretében egy vendég DJ szettje kerül adásba, vagy Armin van Buuren élő adását hallhatjuk, ennek keretében olykor úgynevezett XXL adásokra is sor kerül, melyben akár több estére is élő adást szolgáltat Armin van Buuren és csapata, ezen adásokat főként a hivatalos honlapon lehet nyomon követni.
Ezenkívül megkülönböztetjük a december harmadik hetében műsorba kerülő "Top 20 of year" (magyarul az adott év 20 legjobb felvétele) elnevezésű karácsonyi adásokat, melynek zenéit minden évben a hallgatók választják ki.
Az interneten november közepétől december elejéig lehet az adott egy évben adásba került dalok közül maximum 5 zeneszámra voksolni.
A műsorba a 20 legtöbb szavazatot (és pontszámot) kapott dal kerül, melyet a 20. legtöbb szavazatot kapó zenétől prezentál Armin van Buuren.

### Tune Of The Year
A műsor különlegessége a december harmadik hetében műsorba kerülő "Top 20 of year" (magyarul az adott év 20 legjobb felvétele) című rádióadásnak, hogy a legtöbb szavazatot és pontot kapó dalt választják meg a "Tune Of The Year"-nek (magyarul Az év felvételének).
Az elmúlt 18 év "Tune Of The Year" zenéi:
- 2001 Armin van Buuren pres. Rising Star - Clear Blue Moon
- 2002 Paul Oakenfold - Southern Sun (DJ Tiësto Remix)
- 2003 Motorcycle - As The Rush Comes
- 2004 Above & Beyond - No One On Earth (Gabriel & Dresden Remix)
- 2005 Above & Beyond Feat Andy Moor - Air For Life
- 2006 Above & Beyond Feat. Zoe Johnston - Good For Me (Club Mix)
- 2007 John O'Callaghan Feat. Audrey Gallagher - Big Sky (Agnelli & Nelson Remix)
- 2008 Sunlounger Feat. Zara - Lost
- 2009 Armin van Buuren pres. Gaia - Tuvan (Original Mix)
- 2010 Yuri Kane - Right Back
- 2011 Aly & Fila Feat. Jwaydan - We Control The Sunlight
- 2012 Gareth Emery Feat. Christina Novelli - Concrete Angel
- 2013 Armin van Buuren Feat. Miri Ben-Ari - Intense
- 2014 Gareth Emery Feat. Bo Bruce - U (Bryan Kearney Remix)[14]
- 2015 Ferry Corsten pres. Gouryella - Anahera[15]
- 2016 Aly & Fila meets Roger Shah & Susana - Unbreakable[16]
- 2017 Gareth Emery & Standerwick feat. HALIENE - Saving Light
- 2018 Richard Durand & Christina Novelli - The Air I Breathe
- 2019 MaRLo & Feenixpawl - Lighter Than Air

## Rendszeres címek
A két órás műsor folyamán öt dalt választanak ki, melyek a Tune of the Week, Future Favourite, Trending Track, Progressive Pick és ASOT Radio Classic elnevezésű címeket kapnak.

### Tune of the Week
A Tune of the Week (magyarul A hét felvétele) címet Armin van Buuren személyes kedvence kapja meg, mely általában egy a műsorban először elhangzó új felvétel.

### Future Favorite
A Future Favorite (magyarul Jövő kedvenc) címet a hallgatók szavazatai döntik el. Az előző héten elhangzott új felvételekből választhatnak a hallgatók. A szavazásnak korábban a Trance.nu internetes portál adott otthont, 2010. október 14-től azonban a hivatalos honlapon található meg.

### Trending Track
A Trending Track (magyarul Felkapott dal) címet a közösségi média által leginkább felkapott, az előző héten elhangzott új felvételek közül kerül kiválasztásra.

### Progressive Pick
A Progressive Pick (magyarul Progresszív választás) címet általában egy a műsorban először elhangzó új progresszív Trance felvétel kap.

### ASOT Radio Classic
Az ASOT Radio Classic (magyarul ASOT rádió klasszikus) címet az a felvétel kaphatja meg, mely a korábbi években a műsorban elhangzott, esetleg válogatás albumokon megjelent. Ez a dal általában az adott epizód záró zenéje is.
Az elmúlt években, Armin van Buuren kérte a hallgatókat, hogy ők javasoljanak dalokat erre a címre.

## Válogatás albumok
Armin van Buuren 2004 óta készít "A State of Trance" címmel megjelenő, kereskedelmi forgalomba kerülő két CD-t tartalmazó válogatás albumokat.
A válogatás albumokon belül megkülönböztetjük a hagyományos, korábbi években vagy tavasszal, vagy ősz elején megjelenő, úgynevezett hosszú mixeket.
A másik típus az év végén, decemberben megjelenő, ugyancsak két CD-s mixek, melyek stílusa Armin van Buuren nagy példaképéhez Ben Liebrandhoz köthetőek.
Mindkét típusú mixnek a felvételeit maga Armin van Buuren válogatja és keveri össze.

### Hosszú mixek
- 2004 A State of Trance 2004
- 2005 A State of Trance 2005
- 2006 A State of Trance 2006
- 2007 A State of Trance 2007
- 2008 A State of Trance 2008
- 2009 A State of Trance 2009
- 2010 A State of Trance 2010
- 2011 A State of Trance 2011
- 2012 A State of Trance 2012
- 2013 A State of Trance 2013
- 2014 A State of Trance 2014
- 2015 A State of Trance 2015
- 2016 A State of Trance 2016

### Év végi mixek
- 2005 A State of Trance Year Mix 2005
- 2006 A State of Trance Year Mix 2006
- 2007 A State of Trance Year Mix 2007
- 2008 A State of Trance Year Mix 2008
- 2009 A State of Trance Year Mix 2009
- 2010 A State of Trance Year Mix 2010
- 2011 A State of Trance Year Mix 2011
- 2012 A State of Trance Year Mix 2012
- 2013 A State of Trance Year Mix 2013
- 2014 A State of Trance Year Mix 2014
- 2015 A State of Trance Year Mix 2015
- 2016 A State of Trance Year Mix 2016

## Díjak, elismerések
- 2006 "Legjobb rádióadás" Winter Music Conference[19]
- 2007 "Legjobb rádióadás" Winter Music Conference[19]

## Külső hivatkozások
- Armin van Buuren - A State of Trance
- Armin van Buuren hivatalos oldala